# Еловое (озеро)
Ело́вое — пресноводное озеро в Чебаркульском районе Челябинской области России. Гидрологический памятник природы. Озеро находится в 90 км к западу от Челябинска, в 1,5 км от Чебаркуля.

## Физико-географическая характеристика
Длина — 2,2 км, ширина — 1,9 км, площадь зеркала — 3,12 км², длина береговой линии — 9,8 км. Высота над уровнем моря составляет 322,5 м.
Озеро имеет округлую форму, дно озера неровное. На Еловом есть три острова. Берега во многих местах обрывистые. Прибрежная полоса развита слабо, во многих местах прямо от берега наблюдается резкое нарастание глубины. На западе впадает речка Гудковка, а на юге из озера вытекает речка Еловка, которая впадает в озеро Чебаркуль. Озеро очень хорошо прогревается из-за укрытости от ветров и достаточно небольших размеров.
Еловое является средним в цепи озёр Большой Еланчик, Чебаркуль, Еловое, Теренкуль, Большой и Малый Кисегач, Большое и Малое Миассово.

## Флора и фауна
Обитают рыбы: карась, щука, окунь, чебак, линь. А также земноводные (лягушки), и пресмыкающиеся: уж, гадюка обыкновенная. Имеют место и разные виды моллюсков.

## Инфраструктура
Еловое известно своей рекреационной инфраструктурой. Так, здесь расположены санатории «Еловое», «Сосновая горка» и «Санаторий Чебаркульский», санаторно-курортный комплекс Министерства обороны «Приволжский», детские лагеря и базы отдыха.